# Liste der Biografien/Moi
Liste der Biografien |
Portal Biografien |
Personensuche
# |
A |
B |
C |
D |
E |
F |
G |
H |
I |
J |
K |
L |
M |
N |
O |
P |
Q |
R |
S |
T |
U |
V |
W |
X |
Y |
Z |
?
 
Ma |
Mb |
Mc |
Md |
Me |
Mf |
Mg |
Mh |
Mi |
Mj |
Mk |
Ml |
Mm |
Mn |
Mo |
Mp |
Mq |
Mr |
Ms |
Mt |
Mu |
Mv |
Mw |
Mx |
My |
Mz
 
Moa |
Mob |
Moc |
Mod |
Moe |
Mof |
Mog |
Moh |
Moi |
Moj |
Mok |
Mol |
Mom |
Mon |
Moo |
Mop |
Moq |
Mor |
Mos |
Mot |
Mou |
Mov |
Mow |
Mox |
Moy |
Moz
Die Liste der Biografien führt alle Personen auf, die in der deutschsprachigen Wikipedia einen Artikel haben. Dieses ist eine Teilliste mit 135 Einträgen von Personen, deren Namen mit den Buchstaben „Moi“ beginnt.

## Moi
- Moï Ver (1904–1995), israelischer Fotograf und Maler
- Moi, Daniel arap (1924–2020), kenianischer Politiker, zweiter Präsident von Kenia (1978–2002)
- Moi, Gianluca (* 1982), italienischer Straßenradrennfahrer
- Moi, Giulia (* 1971), italienische Politikerin (MoVimento 5 Stelle), MdEP

### Moia
- Moia, Luciano (* 1958), italienischer Autor und Journalist

### Moib
- Moibanus, Ambrosius (1494–1554), evangelischer Theologe und Reformator
- Moiben, James (* 1977), kenianischer Marathonläufer
- Moiben, Laban (* 1983), kenianischer Marathonläufer

### Moic
- Moiceanu, Gabriel (* 1934), rumänischer Radrennfahrer

### Moie
- Moier, Johann Christian (1786–1858), deutsch-baltischer Chirurg, Hochschullehrer sowie Rektor der Universität Dorpat

### Moig
- Moignard, Adrien (* 1985), französischer Jazzmusiker (Gitarre)
- Moignet, Gérard (1912–1978), französischer Linguist und Romanist
- Moigniez, Jules (1835–1894), französischer Bildhauer
- Moigno, François Marie Napoléon (1804–1884), französischer Mathematiker, Physiker und Autor

### Moik
- Moik, Karl (1938–2015), österreichischer Fernsehmoderator und EntertainerKarl Moik (1938–2015)

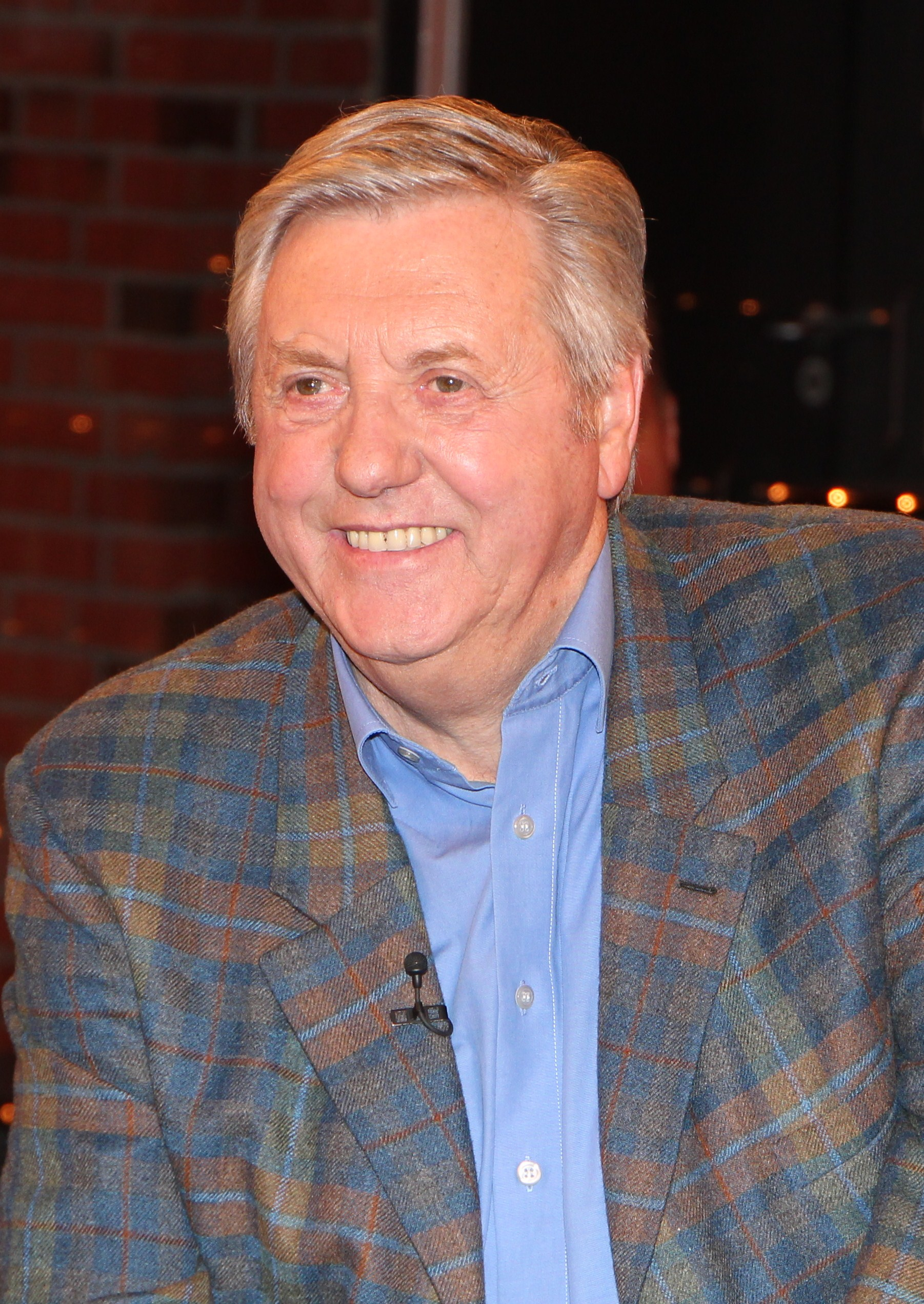
Karl Moik (1938–2015)

- Moik, Lutz (1930–2002), deutscher Schauspieler und Synchronsprecher
- Moik, Natalie (* 1993), deutsche Fußballspielerin
- Moik, Wilhelmine (1894–1970), österreichische Politikerin (SDAP, SPÖ), Landtagsabgeordnete, Abgeordnete zum Nationalrat

### Moil
- Moilanen, Niilo (* 2001), finnischer Skilangläufer
- Moilliet, Louis (1880–1962), Schweizer Maler und Glasmaler
- Moilliet, Peter (1921–2016), Schweizer Bildhauer
- Moillon, Isaac (1614–1673), französischer Maler
- Moillon, Louise (1610–1696), französische Malerin
- Moily, M. Veerappa (* 1940), indischer Politiker

### Moin
- Moin, Mostafa (* 1951), iranischer Politiker und Wissenschaftler
- Moin, Parviz (* 1952), US-amerikanischer Ingenieurwissenschaftler
- Moinard, Amaël (* 1982), französischer Radrennfahrer
- Moinaux, Jules (1815–1896), französischer Librettist
- Moinch, Heinrich († 1479), Priester und Generalvikar in Köln
- Moine, Jean-Jacques (1954–2022), französischer Schwimmer und Wasserballspieler
- Moine, Virgile (1900–1987), Schweizer Lehrer, Offizier und Politiker
- Moineau, Alain (1928–1985), französischer Radrennfahrer
- Moineau, Georges (1914–2008), französischer Komponist
- Moineau, Julien (1903–1980), französischer Radrennfahrer
- Moinet, Louis (1768–1853), französischer Uhrmacher
- Moini, Bijan (* 1984), deutscher Jurist und AutorBijan Moini (* 1984)

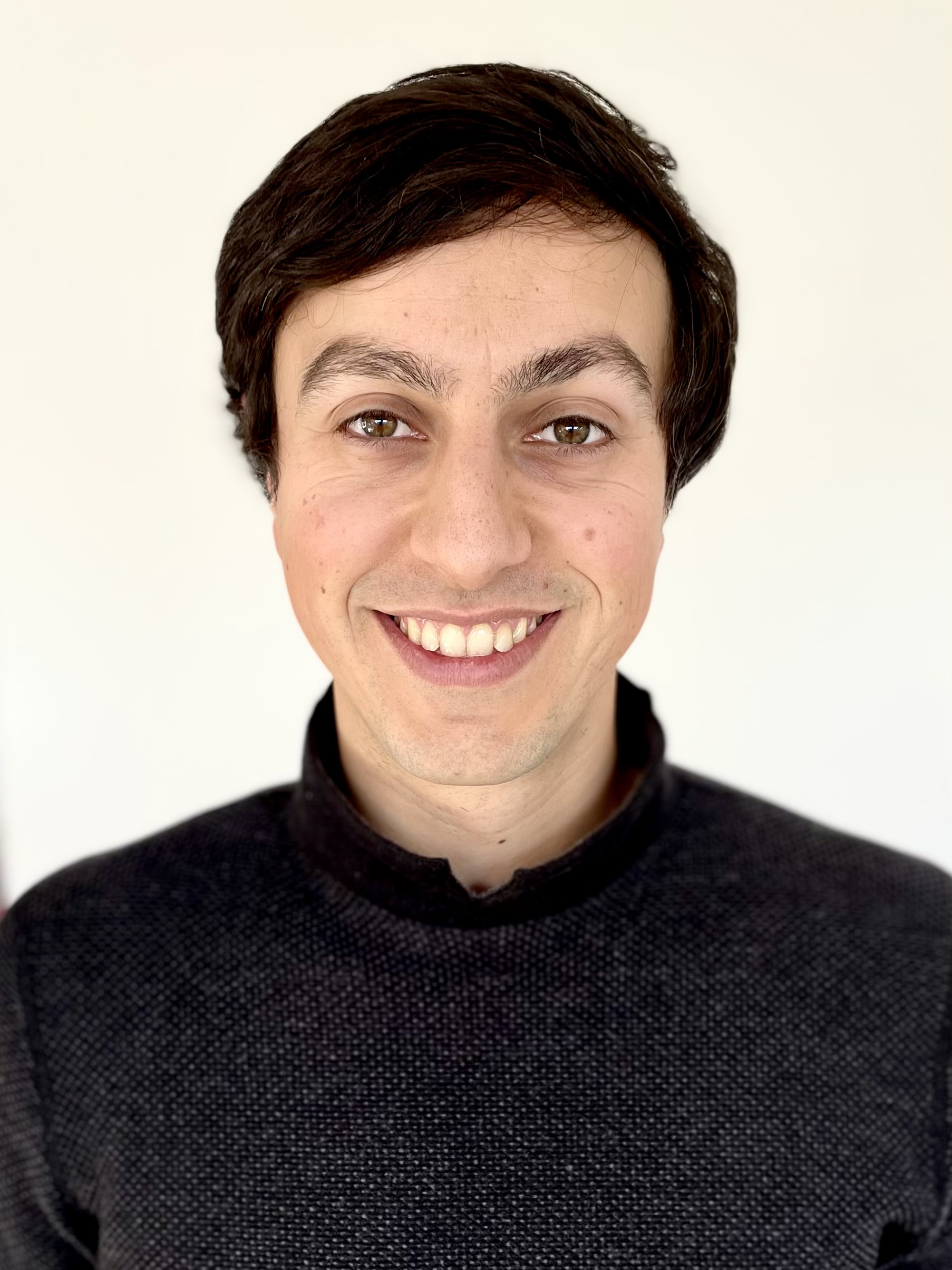
Bijan Moini (* 1984)

- Moinot, Pierre (1920–2007), französischer Romancier und Politiker
- Moinuddin, Syed Ghulam (* 1958), pakistanischer Hockeyspieler
- Moinzadeh, Mehdi (* 1978), iranischer Schauspieler

### Moio
- Moio, Ashton (* 1992), US-amerikanischer Schauspieler und Stuntman
- Moioli, Giuseppe (1927–2025), italienischer Ruderer
- Moioli, Michela (* 1995), italienische Snowboarderin

### Moir
- Moir, Alison (* 1966), australische Schauspielerin
- Moir, David Macbeth (1798–1851), schottischer Physiker und Schriftsteller
- Moir, Ian (1943–2015), schottischer Fußballspieler
- Moir, Iona (* 2003), britische Bahnradsportlerin
- Moir, Kyle (* 1986), kanadischer Eishockeytorwart
- Moir, Nikolaus, Prior
- Moir, Sally (* 1954), australische Hürdenläuferin
- Moir, Scott (* 1987), kanadischer Eiskunstläufer
- Moir, Willie (1922–1988), englischer Fußballspieler
- Moira, Gerald (1888–1959), britischer Maler und Bühnenbildner
- Moira, Senta (* 1925), deutsche Schauspielerin
- Moirans, Epifanio de (1644–1689), Jurist und Kapuziner
- Moire, Emmanuel (* 1979), französischer Sänger und Musicaldarsteller
- Moiré, Milo (* 1983), Schweizer Performancekünstlerin
- Moiret, Edmund (1883–1966), ungarischer Bildhauer und bildender Künstler
- Moiro, griechische Dichterin des frühen Hellenismus

### Mois
- Mois (* 1991), tschetschenischer deutschsprachiger WebvideoproduzentMois (* 1991)

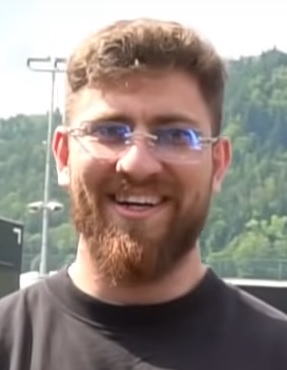
Mois (* 1991)

- Mois, Jakob (1907–1998), deutscher römisch-katholischer Geistlicher und Historiker
- Mõis, Jüri (* 1956), estnischer Unternehmer und Politiker
- Moisa, Andreas (* 1977), deutscher Musiker, Filmkomponist und Sounddesigner
- Moisă, Laura (* 1989), rumänische Handballspielerin
- Moisă, Sorin (* 1976), rumänischer Politiker
- Moisand, Maxime (* 1990), französischer Eishockeyspieler
- Moisander, Henrik (* 1985), finnischer Fußballtorwart
- Moisander, Niklas (* 1985), finnischer Fußballspieler
- Moisant, John (1868–1910), US-amerikanischer Flugpionier
- Moisant, Matilde (1878–1964), US-amerikanische Pilotin und zweite Amerikanerin mit eigener Pilotenlizenz
- Moise, Edwin (1918–1998), US-amerikanischer Mathematiker
- Moïse, Jovenel (1968–2021), haitianischer landwirtschaftlicher Unternehmer und StaatspräsidentJovenel Moïse (1968–2021)

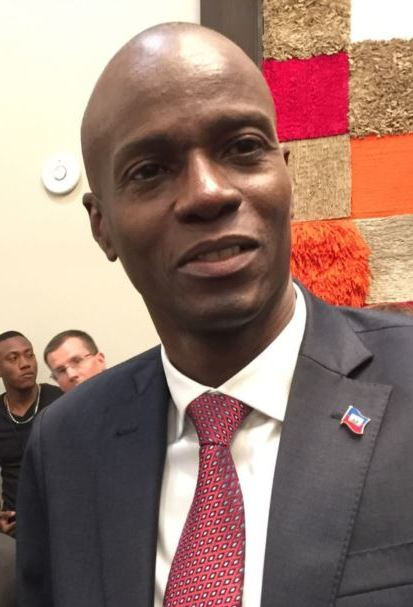
Jovenel Moïse (1968–2021)

- Moïse, Martine (* 1974), haitianische First Lady
- Moise, William (1922–1980), US-amerikanischer grafischer Künstler
- Moise-Moricz, Laura (* 1976), rumänische Judoka
- Moise-Szalla, Emil (1933–2024), rumänischer Maler und Bühnenbildner
- Moiseiwitsch, Benno (1890–1963), ukrainisch-britischer Pianist
- Moisel, Max (1869–1920), deutscher Kartograf
- Moisés Costa, Emerson (* 1972), brasilianischer Fußballspieler
- Moises, Hans Werner (1948–2024), deutscher Psychiater und Hochschullehrer
- Moises, Maria Herlinde (1928–2006), österreichische Missionarin
- Moises, Romeu (* 1975), osttimoresischer Politiker
- Moisescu, Iustin (1910–1986), rumänischer Geistlicher
- Moishezon, Boris (1937–1993), sowjetisch-US-amerikanischer Mathematiker
- Moïsi, Dominique (* 1946), französischer Politikwissenschaftler, Autor und Publizist
- Moisil, Grigore (1906–1973), rumänischer Mathematiker
- Moisin, Anton (1944–2022), rumänischer Historiker, Lehrer und Priester
- Moisin, Ioan (1947–2017), rumänischer Politiker, Ingenieur und Redakteur
- Moisiodax, Iosipos (1725–1800), griechischer Lehrer, Schriftsteller und Übersetzer
- Moisiu, Alfred (* 1929), albanischer Politiker
- Moïso, Jérôme (* 1978), französischer Basketballspieler
- Moissán, Elmina (1897–1938), chilenische Malerin
- Moissan, Henri (1852–1907), französischer Chemiker und Nobelpreisträger für Chemie
- Moisse, Séverin (1895–1961), kanadischer Pianist, Komponist und Musikpädagoge
- Moisseiff, Leon (1872–1943), lettisch-amerikanischer Brückenbau-Ingenieur
- Moissejenko, Jewsei Jewsejewitsch (1916–1988), sowjetischer Künstler, Grafiker und Pädagoge
- Moissejenkow, Fjodor Petrowitsch (1754–1781), russischer Chemiker, Mineraloge, Übersetzer und Hochschullehrer
- Moissejew, Alexander Alexejewitsch (* 1962), russischer AdmiralAlexander Alexejewitsch Moissejew (* 1962)

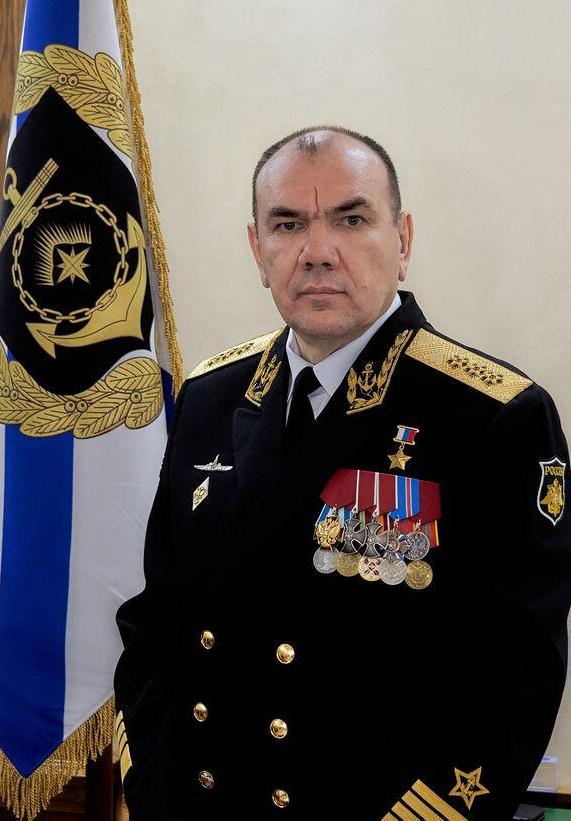
Alexander Alexejewitsch Moissejew (* 1962)

- Moissejew, Andrei Sergejewitsch (* 1979), russischer Olympiasieger (2004) im Modernen Fünfkampf
- Moissejew, Boris Michailowitsch (1954–2022), sowjetischer und russischer Künstler
- Moissejew, Denis Andrejewitsch (* 1992), russischer Naturbahnrodler
- Moissejew, Gennadi Anatoljewitsch (1948–2017), sowjetischer Motocrossfahrer
- Moissejew, Igor Alexandrowitsch (1906–2007), russischer Balletttänzer und Choreograf
- Moissejew, Juri Iwanowitsch (1940–2005), russischer Eishockeyspieler
- Moissejew, Michail Alexejewitsch (1939–2022), sowjetischer bzw. russischer Armeegeneral
- Moissejew, Nikita Nikolajewitsch (1917–2000), russischer Mathematiker, Physiker und Hochschullehrer
- Moissejew, Nikolai Dmitrijewitsch (1902–1955), sowjetischer Astronom
- Moissejewa, Anna (* 1993), russische Sängerin (Sopran) und Komponistin
- Moissejewa, Irina Walentinowna (* 1955), russische Eiskunstläuferin
- Moissejewa, Swetlana Borissowna (* 1928), sowjetische bzw. russische Architektin
- Moissejewa, Tatjana Jurjewna (* 1981), russische Biathletin
- Moissejewa, Wiktorija Alexandrowna (* 1991), russische Curlerin
- Moissenet, Léon (1831–1906), französischer Mineraloge
- Moissi, Alexander (1879–1935), österreichischer SchauspielerAlexander Moissi (1879–1935)

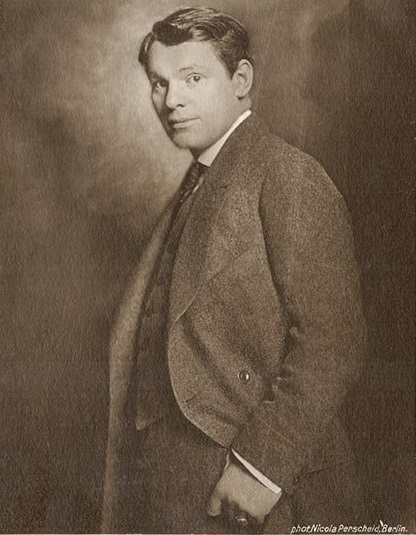
Alexander Moissi (1879–1935)

- Moissi, Bettina (1923–2023), deutsche Schauspielerin
- Moissl, Ulrich (* 1974), deutscher Hockeyspieler
- Moissl-Eichinger, Christine (* 1976), deutsche Mikrobiologin
- Moisson de Vaux Saint Cyr, Gaston Albert Joseph Marie (1875–1953), französischer Diplomat
- Moist, Lewis (1881–1940), britischer Schwimmer
- Mõistlik, Malle (1943–2005), estnische Badmintonspielerin
- Moisuc, Alexandru (* 1942), rumänischer Agrarwissenschaftler und Universitätsrektor
- Moisuc, Viorica (* 1934), rumänische Politikerin und MdEP für Rumänien
- Moisy, Claude (1927–2020), französischer Journalist und Autor
- Moisy, Heinz von (1935–2017), deutscher Jazzmusiker (Schlagzeuger, Komponist)
- Moisy, Sigrid von (* 1943), deutsche Bibliothekarin

### Moit
- Moitessier, Bernard (1925–1994), französischer Segler
- Moitinho de Almeida, Pedro Luìs Baptista (* 1951), portugiesischer Diplomat
- Moitra, Mahua (* 1974), indische Politikerin
- Moitzi, Florian (* 1979), österreichischer Komponist und Schulbuchautor
- Moitzi, Liane (* 1992), österreichische Politikerin (FPÖ), Abgeordnete zum Landtag Steiermark
- Moitzi, Wolfgang (* 1984), österreichischer Politiker (SPÖ)

### Moiv
- Moivre, Abraham de (1667–1754), französischer MathematikerAbraham de Moivre (1667–1754)

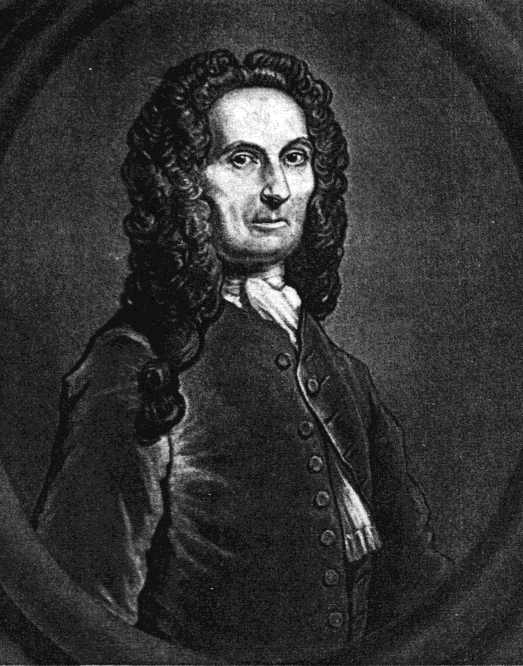
Abraham de Moivre (1667–1754)

### Moix
- Moix, Terenci (1942–2003), spanischer Schriftsteller und Journalist
- Moix, Yann (* 1968), französischer Schriftsteller und Regisseur

### Moiz
- Moizan, Alain (* 1953), französischer Fußballspieler und -trainer senegalesischer Abstammung
- Moizi, Philipp (* 2007), österreichischer Fußballspieler